# Krzyżanowo (województwo mazowieckie)
Krzyżanowo – wieś sołecka w Polsce położona w województwie mazowieckim, w powiecie płockim, w gminie Brudzeń Duży. Leży nad Skrwą.
W skład sołectwa wchodzi także wieś Janoszyce. 
W latach 1975–1998 miejscowość administracyjnie należała do województwa płockiego.